# Ruda (powiat brodnicki)
Ruda – osada w Polsce położona w województwie kujawsko-pomorskim, w powiecie brodnickim, w gminie Górzno.
W latach 1934–1954 istniała gmina Ruda.
W latach 1975–1998 miejscowość administracyjnie należała do województwa toruńskiego.